# Jakob Labhart
Jakob Labhart (* 28. Januar 1881 in Steckborn; † 6. August 1949 in Sigriswil) war ein Schweizer Offizier. Von 1936 bis 1940 war er Generalstabschef der Schweizer Armee.

## Leben und Wirken
Ausgebildet wurde Labhart an den Technischen Hochschulen in Charlottenburg und München. Er war von 1905 bis 1916 Instruktionsoffizier der Artillerie, in dieser Zeit absolvierte er in den Jahren 1907 und 1908 eine Ausbildung im preussischen Landartillerieregiment in Altona. 1916 wurde er Generalstabsoffizier. Labhart war von 1916 bis 1921 Chef des Lohnbüros bei Bally und von 1921 bis 1924 Vizedirektor des Eidgenössischen Arbeitsamts. 
Militärisch trat er von 1923 bis 1924 als Kommandant eines Artillerieregiments in Erscheinung. Er wurde 1930 Oberst und von 1930 bis 1931 Kommandant der Artilleriebrigade 4. 1932 wurde er Stabschef des 2. Armeekorps und hatte von 1932 bis 1934 das Kommando über die Infanteriebrigade 13. Er stand als Chef der Sektion Transport im Generalstab zwischen 1925 und 1934 dem Eisenbahn-, Etappen- und Motorfahrzeugdienst vor und erreichte die Motorisierung im Rahmen der Truppenorganisation 1924. Labhardt war massgeblich an der Vorbereitung der Verschmelzung der beweglichen Truppen zu den Leichten Truppen beteiligt. Im Mai 1936 wurde Labhart Stellvertreter des Generalstabschefs. Nur drei Monate später übernahm er den Posten des Generalstabschefs im Dienstgrad eines Korpskommandanten. 
Ohne Wissen seiner Bundesratskollegen erteilte Rudolf Minger im Februar 1937 Labhart den Auftrag, ein Chemiewaffen-Programm auszuarbeiten. Dessen Aufbau erfolgte im Geheimen, denn die Schweiz hatte 1932 ein Protokoll des Völkerbundes ratifiziert, das die Anwendung von erstickenden, giftigen und ähnlichen Gasen sowie von bakteriologischen Waffen im Krieg verbot. Drei Jahre später wurde er zum Chef des Armeestabs (des Generalstabs im Aktivdienst) ernannt.
Nicht zuletzt aufgrund seiner Bewunderung für die Methoden der deutschen Wehrmacht kam es zu Spannungen mit Henri Guisan, der ihn schliesslich im Armeestab ersetzte und Anfang 1940 zum Kommandanten des neuen 4. Armeekorps ernannte. Diese Funktion hatte Labhart bis 1947 inne. 
Labhart war mit Anna Maria Wecker verheiratet.